# Günter Neuhold
Günter Neuhold (Graz, estado de Estiria, 1947- ) es un director de orquesta austríaco.

## Biografía
Nace en Graz en 1947,  estudia dirección de orquesta en la Hochschule de su ciudad y cursos de perfeccionamiento con Franco Ferrara, en Roma y con Hans Swarowsky, en Viena. Entre 1972 y 1980 recibe numerosas ofertas de la República Federal Alemana, llegando a ser primer Kapellmeister en Hannover y Dortmund.
Gana numerosos concursos de dirección de orquesta: en Florencia (1972), San Remo (1976), Viena (1977), Salzburgo (1977) y Milán (1977), lo que le permite iniciar una vasta carrera y recibir la invitación de orquestas como la Filarmónica de Viena y Symphoniker, Scala de Milán y Orquesta de la RAI de Roma, Turín y Milán.[cita requerida]
De 1981 a 1986 es director musical de la Orquesta Sinfónica Arturo Toscanini y del Teatro Regio de Parma. Entre 1986 y 1990 es el director titular y director artístico de la Real Filarmónica de Flandes (Amberes), orquesta con la que llega a realizar varias giras por Italia, Alemania, Gran Bretaña, Francia Concertgebouw de Ámsterdam y Musikverein de Viena. De 1989 a 1995, es nombrado director general de Música en el Badisches Staatstheater de Karlsuhe, desde 1995 hasta el 2002, es director general de Música y Director Artístico del Teatro de Bremen y desde 2008 es Director Titular y Artístico de la Orquesta Sinfónica de Bilbao.[cita requerida]
Ha dirigido numerosas orquestas: Wiener Philharmoniker y Symphoniker, Staatskapelle de Dresde, Orquesta Philarmonia, Orquesta Nacional de Francia, Orchestre Sinfoniche della Radio di Berlin, Köln, Hamburgo, Leipzig, Baden Baden, Stuttgart, Orchestre RAI de Roma, Maggio Musicale Florentino, Capitole de Toulouse,  orquestas sinfónicas de Madrid, RTVE, Sevilla, Galicia, Gran Canaria, Tenerife, Bilbao, San Sebastián, Valencia, Liceu de Barcelona, Lisboa, Gubelkian, Malaysian, Shanghái, Tokyo Philharmonic, Metropolitan y Yomiuri, Orchestra de la Radio Caikovskij de Moscú, ABC Australia Melbourne, Canadian B.C. Vancouver, Calgary, Orch. Sinf. Nacional-, Orquesta Filarmónica de la UNAM (CDMX) y la Orquesta Sinfónica de Sâo Paulo e Río de Janeiro, Simfonica Nacional y Orquesta Filarmónica de Buenos Aires.[cita requerida]
Ha dirigido en los más importantes teatros de ópera: Milán, Roma, Nápoles, Venecia,  Palermo, Bolonia, Génova, Viena, Berlín, Dresde, Múnich, Leipzig, Zúrich, Ginebra, Madrid, Monte-Carlo, París, Toulouse, Bordeaux, Strasbourg, Marseille, Lisboa, Bilbao, Graz, Oslo, Göteborg, Philadelphia y Buenos Aires.
Ha participado en Festivales de reconocido prestigio: Salzburger Festspiele Radio France Montpellier, Granada, Flanders, R. Strauss Dresde, Festival Enescu Bukarest, Santander, Colorado Music-Festival, Festival Mozart La Coruna y La Biennale de Venecia.[cita requerida]
Tiene una discografía muy amplia, que incluye: El Castillo de Barba Azul (Bartók), La condenación de Fausto (Berlioz), Der Vampyr (Marschner), Madama Butterfly (vers. 1904), de Puccini - (Orphée d’Or 2003) y La Tetralogía (Wagner), La Pasión según San Mateo, de Bach, Verdi (Requiem), Bartók (Concierto para orchesta), Stravinskij (La consagración de la primavera), obras sinfónicas de Mahler (Sinfonía 1,2,3,5,), Brahms (Sinfonía 1), Bruckner (Sinfonía 4), J. Strauss, Kodály, Schreker, Wolf – Ferrari, Berg, Schnittke, Schulhoff, Liebermann y Rihm.[cita requerida]
En 1999, fue laureado con la “Medalla de honor de plata al mérito de la República Austríaca”.[cita requerida]